# Ulica ks. Piotra Skargi w Warszawie
Ulica ks. Piotra Skargi w Warszawie – jedna z ulic Targówka Mieszkaniowego prowadząca od ulicy Radzymińskiej do ulicy Heleny Junkiewicz, a następnie od ulicy Witebskiej do ulicy św. Wincentego.

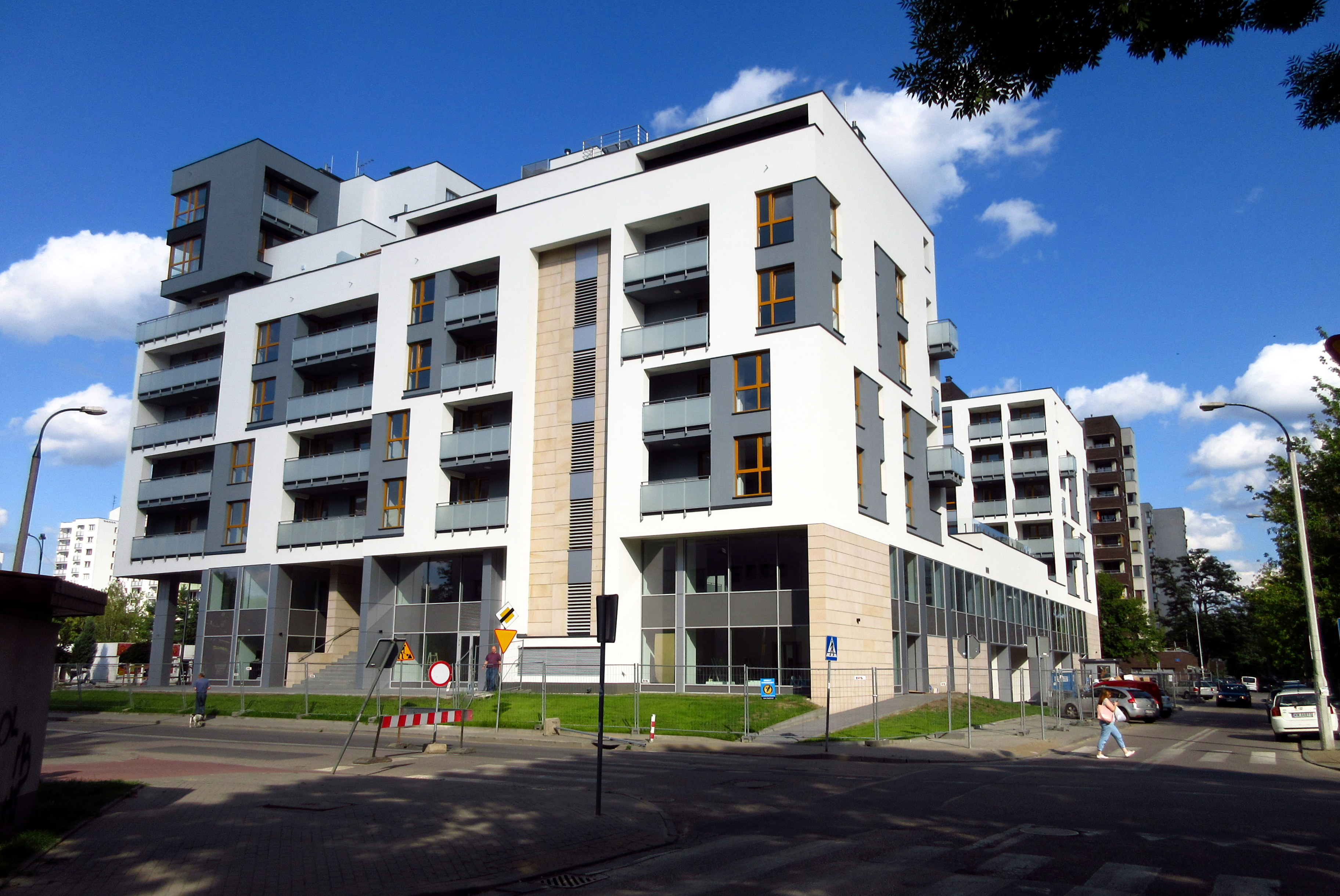
Ulica ks. Piotra Skargi róg Witebskiej. Blok stojący na miejscu dawnej fabryki amunicji.

## Historia
Pierwotnie była to droga gruntowa kolonii Targówek nr 9 prowadząca od Szosy Radzymińskiej do obecnej ulicy św. Wincentego. W połowie XIX wieku, w czasie parcelacji Targówka przez Józefa Noskowskiego, u zbiegu obecnych ulic: Pratulińskiej i Piotra Skargi powstał folwark, zlikwidowany w latach 60. XX wieku.
Po przyłączeniu Targówka do granic Warszawy nosiła nazwę Mantynowska. Obecna nazwa pojawia się po raz pierwszy na planie Warszawy w 1920 roku. W tym okresie pod nr 20/22, w piętrowym, murowanym budynku mieściła się szkoła powszechna nr 55, następnie do 1936 roku szkoła nr 114. W latach 20. XX wieku ulica, jako jedna z pierwszych w dzielnicy, została wybrukowana i podłączona do sieci gazowej. W okresie międzywojennym ulica Piotra Skargi była jedną z najważniejszych ulic Targówka o zwartej zabudowie. Przy ulicy znajdowały się również: apteka, biblioteka (nr 20/22) i siedziba straży ogniowej z czatownią (nr 48). W 1930 roku przy Piotra Skargi było 61 nieruchomości, w 1939 roku – 85.
Pod nr 48 w latach 1928-1944 funkcjonowała fabryka amunicji Warszawskiej Spółki Myśliwskiej. Mieściła się tam również siedziba rejonowego oddziału Warszawa Praga Polskiego Związku Łowieckiego. W czasie powstania warszawskiego fabryka była jednym ze strategicznych celów powstańczych. Gmach uległ zniszczeniu.
Po wojnie arteria stopniowo traciła na znaczeniu. W latach 1957–1964 rozpoczęła się rozbiórka najstarszych, drewnianych zabudowań w tym rejonie. W 1960 roku powstało kino „Znicz” na 200 miejsc. W związku z budową nowych osiedli mieszkaniowych w 1978 roku arteria została podzielona na dwa odcinki: od ulicy Radzymińskiej do Heleny Junkiewicz oraz od Witebskiej do św. Wincentego. Rozbiórce uległa cała zabudowa po nieparzystej stronie ulicy. Po stronie parzystej zachowało się kilka kamienic i domów z okresu międzywojennego. Odcinek środkowy został wchłonięty przez ulicę Węgrowską. W miejscu dawnej fabryki amunicji wzniesiono dom handlowy, rozebrany w 2016 roku. W 1988 roku pod nr 56 powstała dzielnicowa centrala telefoniczna.
Nowa zabudowa ulicy Piotra Skargi tudzież okolic została sfilmowana w 1979 roku w filmie Andrzeja Wajdy „Dyrygent”.